# Hauknes
Hauknes é uma vila no município de Rana no condado da Nordland, Noruega. É um subúrbio da cidade de Mo i Rana, que está localizado a poucos quilômetros ao nordeste. Hauknes está localizada no lado sul da Ranfjorden. O lago Andfiskvatnet fica a cerca de 3 quilômetros (1,9 mi) a sudeste do local. A vila de 1,14 km2 tem uma população de 2087 pessoas (2013). A densidade populacional é de 1831 hab./km2.